# 紡錘珊瑚螺
紡錘珊瑚螺（学名：[Coralliophila costularis] 错误：{{Lang}}：文本有斜体标记（帮助））为珊瑚螺科珊瑚螺屬下的一个种。